# Roadster

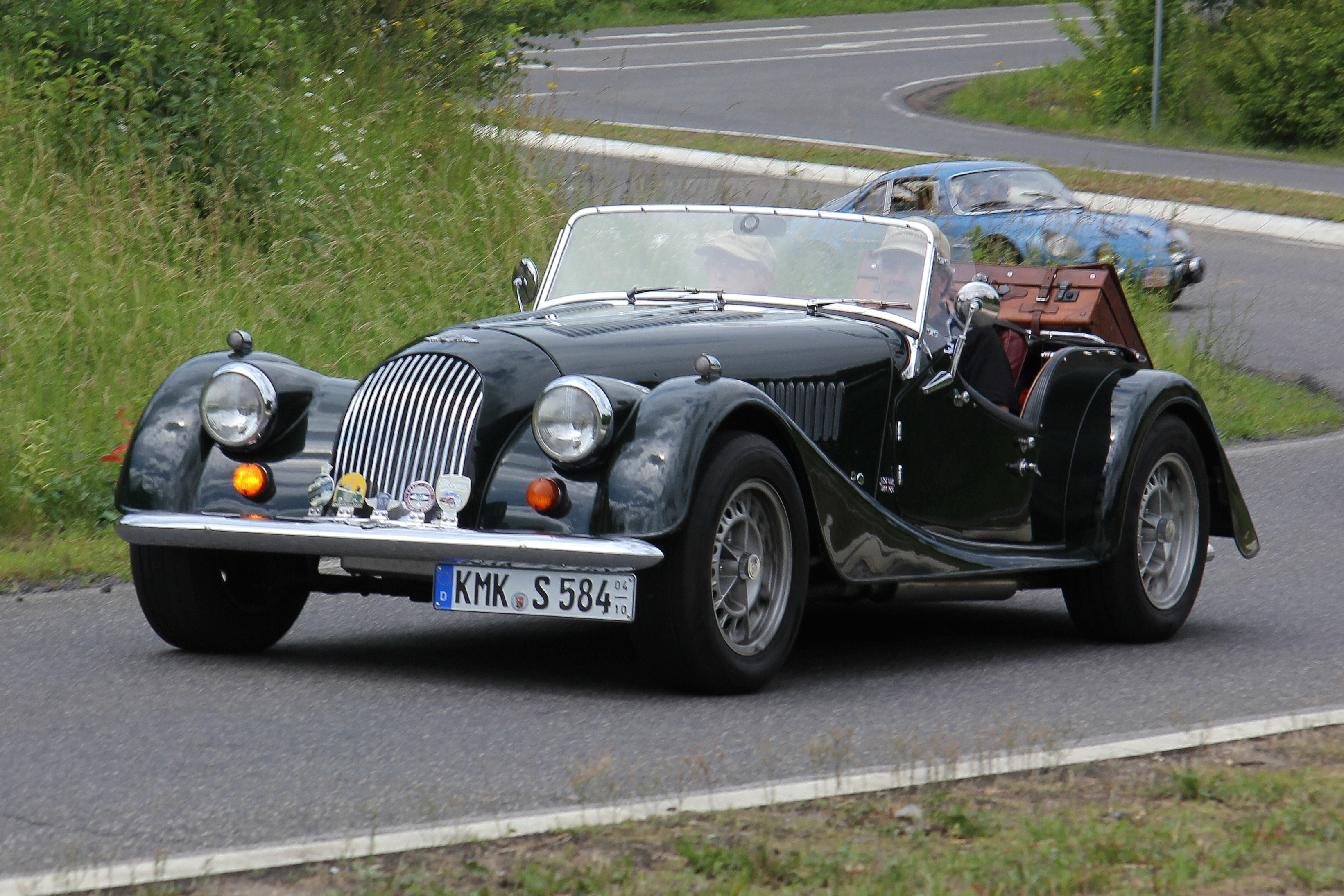
Morgan Plus 8

Als Roadster [ˈɹoʊ̯dstɐ] wurde ursprünglich die offene Karosseriebauform eines zweisitzigen Sportwagens bezeichnet, der kein festes Dach oder klappbares Verdeck hatte, jedoch zur Not mit einfachen Hilfsmitteln geschlossen werden konnte.
Roadster dienen vorwiegend dem Fahrvergnügen, Komfort tritt meist zugunsten eines niedrigen Gewichts in den Hintergrund.

## Begriff

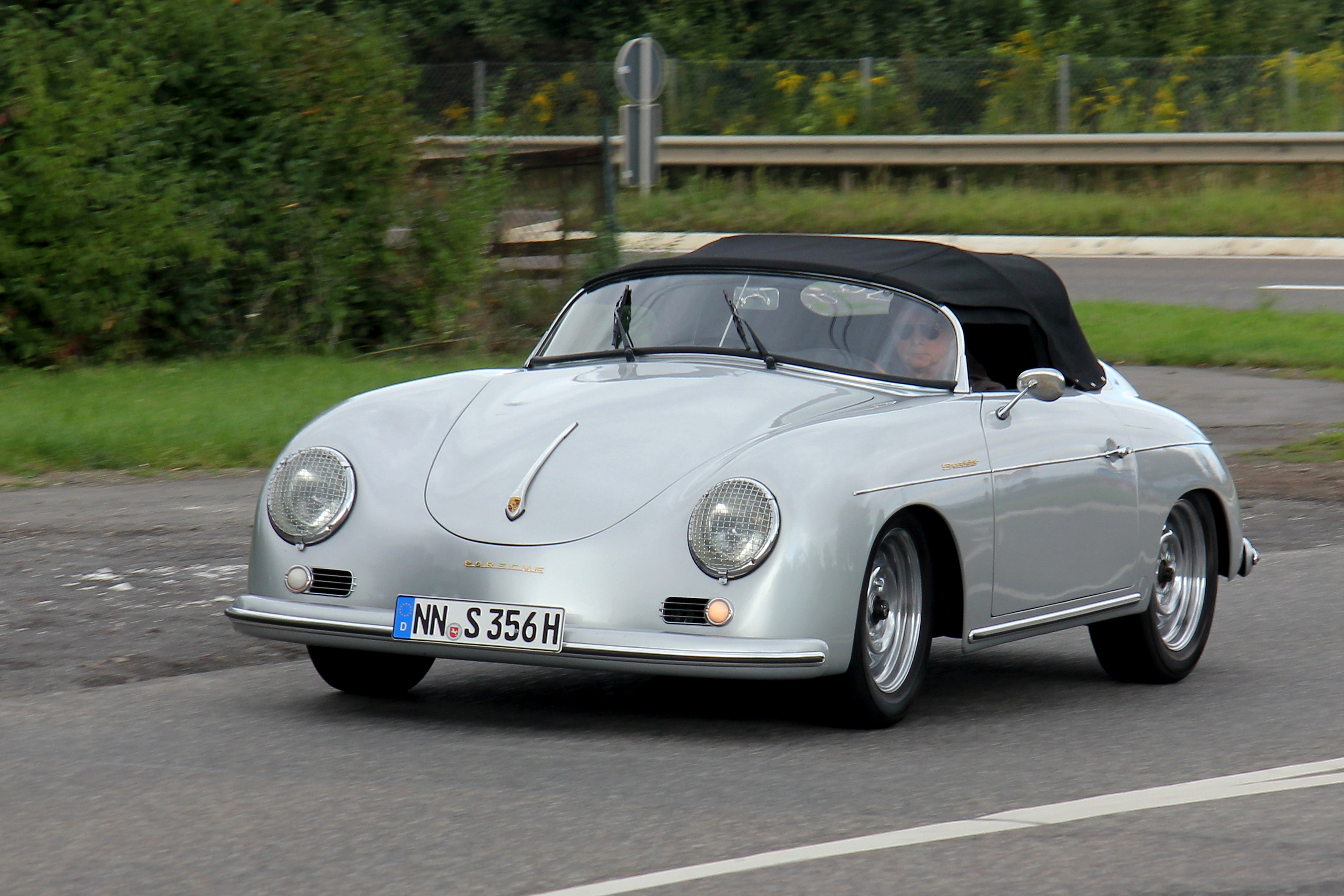
Porsche 356 A Speedster

Die Bezeichnung „Roadster“ wurde durch einfache offene Fahrzeuge britischer Hersteller wie Triumph, Jaguar oder MG zu einem geläufigen Begriff. Italienische Hersteller wie Alfa Romeo, Fiat und Ferrari bezeichnen diese Bauweise häufiger als Spider. Seltener sind die Begriffe Spyder (Marke von Porsche) und Speedster. Ein deutscher Klassiker ist der Porsche 356 Speedster, der Renault Sport Spider eine französische Rarität.
In DIN 70010 wird das Aussehen eines Roadsters wie folgt definiert:
- Karosserie: offener Aufbau, Überrollbügel möglich,
- Dach: fest oder flexibel mit mindestens 2 Positionen; 1. geschlossen, 2. geöffnet oder entfernt
- Insassenraum: 2 oder mehr Sitze in mindestens einer Sitzreihe
- Türen: 2 oder 4 seitliche Türen, Gepäckraumklappe möglich
- Fenster: 2 oder mehr Seitenfenster.

## Vorkriegsmodelle

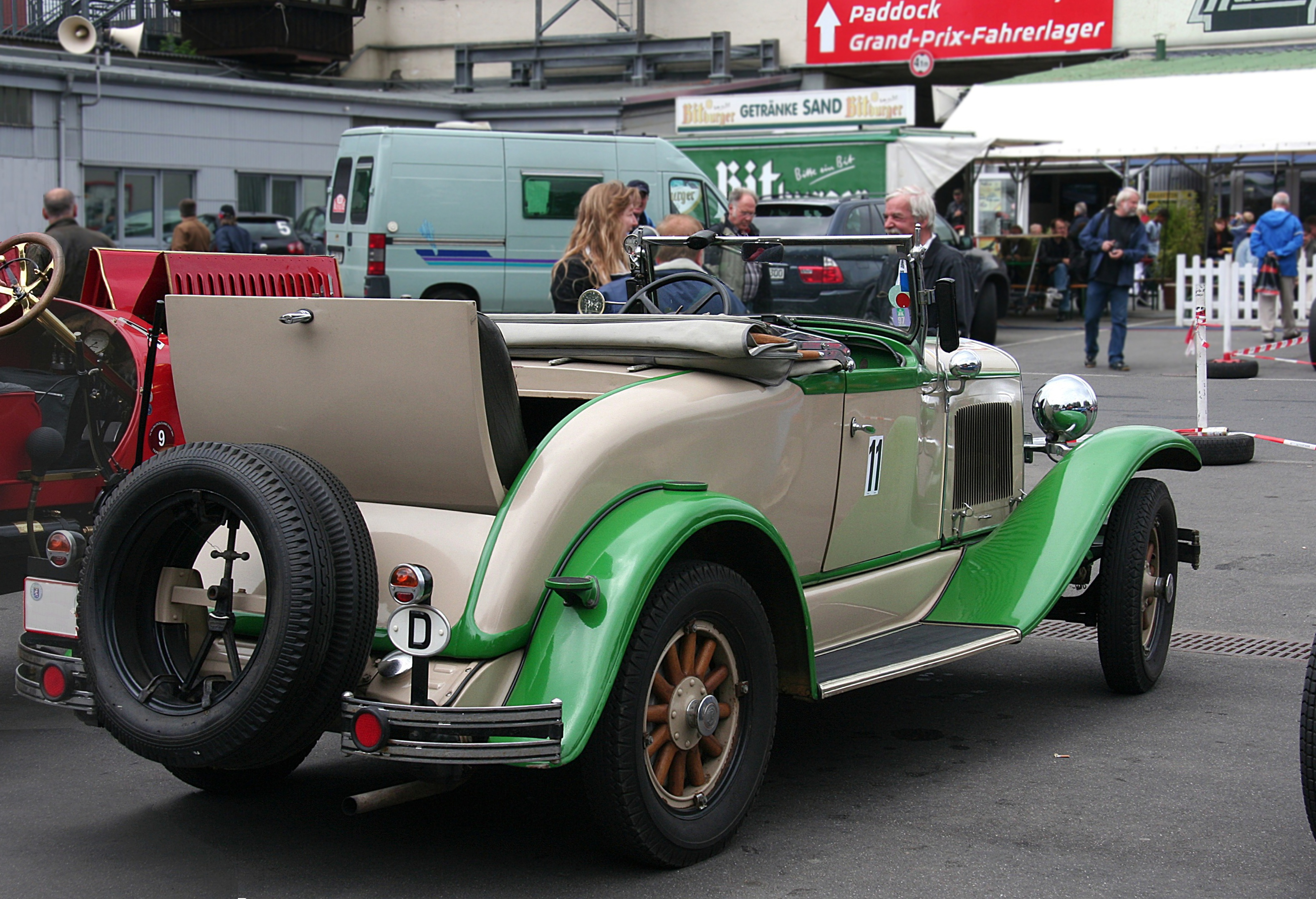
Chrysler 65 von 1928 mit aufgeklapptem Notsitz

Der Begriff Roadster wandelte sich im Laufe der Automobilgeschichte. Zu Beginn des 20. Jahrhunderts, als die Autos komfortabler zu werden begannen, wurden bewusst einfach ausgestattete Zweisitzer als Roadster oder Runabout bezeichnet. Diese Wagen hatten meist kein Verdeck und keine Windschutzscheibe, boten mitunter jedoch Notsitze für ein bis zwei Personen im Heck. In den 1920er- und frühen 1930er-Jahren stand der Begriff Roadster vor allem für Zweisitzer mit großvolumigem Motor mit Gepäckabteil oder stattdessen einem ausklappbaren Notsitz als wesentlichem Bauteil. Von entsprechenden Cabriolets (UK: Drop Head Coupé; USA: Convertible Coupé) unterschieden sie sich durch eine umlegbare Windschutzscheibe (beim Cabriolet fest) und ein leichtes, meist ungefüttertes Verdeck. Zu dieser Zeit kamen auch Kurbelscheiben für Cabriolets auf; Roadster hatten als seitlichen Wetterschutz imprägnierte Stoffteile, die am Verdeck und an der Tür befestigt wurden. Außerdem gab es aber auch die kleinen Zweisitzer (zum Beispiel DKW F 5, BMW 328 oder MG TA-TD). Das Konzept dieser Fahrzeuge war die Grundlage für die Roadster der 1950er- bis 1970er-Jahre, wie sie hauptsächlich in England gebaut wurden.

## Die 1950er und 1960er Jahre
Die Blütezeit der Roadster begann mit dem Ende des Zweiten Weltkriegs. In vielen europäischen Ländern entwickelte sich die Nachfrage nach entsprechenden Spaßfahrzeugen.

### Englische Roadster
Eine lange Tradition haben die englischen Roadsters. Spezielles Designmerkmal sind kleine, niedrige Türen oder nur Türausschnitte. Die Überhänge waren zugunsten des langen Radstands kurz gehalten. Der Frontmotor befand sich unter einer langgezogenen Motorhaube, das Heck hingegen war sehr kurz und ein Kofferraum meist recht klein.
Da sie vorwiegend offen gefahren wurden, gab es häufig nur ein Notverdeck, einsteckbare Seitenscheiben und keine komplette Windschutzscheibe, sondern sogenannte Brooklands-Scheiben, kleine Scheiben direkt vor Fahrer und Beifahrer, um den Fahrtwind abzulenken.
Die Karosserie war nicht selbsttragend, sondern bestand aus einem tragenden Chassis mit aufgesetzter Karosserie.
Die günstigeren Modelle wie Austin-Healey Sprite, MG Midget und Triumph Spitfire wurden wegen ihrer geringen Größe von Journalisten gelegentlich als Westentaschen-Roadster bezeichnet. Seit den 1920er Jahren konnten einige kostengünstig auch selbst zusammengebaut werden, zumal Einzelteile in England steuerfrei waren. Es gab mindestens 100 Hersteller der sogenannten Kitcars.
Weitere Beispiele:
- Jaguar S.S.100, XK 120, XK 140, XK 150 oder E-Type
- MG T-Type, MGA, MGB, und Midget
- Riley Brooklands Nine, MPH, IMP
- Lotus Seven, Elan
- Morgan +4 und +8
- Triumph TR2, TR3, TR4, TR5, TR6, Spitfire
- Sunbeam Alpine, Tiger
- Ginetta G33
- Austin-Healey, verschiedene Modelle
- Alvis Speed 20

### Italienische Spider
Neben Alfa Romeo hatten meist auch Fiat und Lancia Spider in ihrem Lieferprogramm. Außerdem bauten die Hersteller von Edelmarken wie Ferrari und Maserati hochwertige Spider. Im Vergleich zu den klassischen englischen Roadstern ist die Ausstattung der italienischen Spider meist weniger spartanisch und die Technik ist anspruchsvoller. Entwurf und meist auch Herstellung der Karosserie oder die Montage des ganzen Fahrzeugs werden oder wurden häufig an Hersteller wie Pininfarina oder früher Carrozzeria Touring vergeben.
Beispiele sind:
- Alfa Romeo Giulietta Spider
- Alfa Romeo 2000 Touring Spider
- Alfa Romeo Spider
- Alfa Romeo Rundheck-Spider
- Lancia Aurelia B24 Convertible
- Fiat 850 Spider, Fiat 124 Spider
- Ferrari 246 GTS Dino Spider
- Fiat Dino Spider

### Deutsche Modelle
Erste Modelle nach dem Zweiten Weltkrieg produzierte Porsche. Anders als bei englischen Roadstern befand sich der Motor Porsche-typisch hinter dem Fahrer, beim 356 Speedster als Heckmotor, beim 550 Spyder und dem 356 Nr. 1 Roadster als Mittelmotor.
Beispiele sind:
- Porsche 356 Nr. 1 Roadster
- Porsche 356 Speedster
- Porsche 550 Spyder
- Porsche 914
- BMW 507
- Mercedes-Benz 300 SL
- Porsche 718 RSK Spyder
- Wartburg 313

### Amerikanische Modelle
Beispiele:
- AC Cobra 427
- Chevrolet Corvette

### Sonstige
- Honda S360, S500, S600, S800 (der kleinste klassische Roadster)

## Moderne Roadster
Mit dem Mazda MX-5 begann 1989 eine Renaissance der offenen Zweisitzer. Bereits 1987 präsentierte BMW seinen Z1, von dem zwischen Anfang 1989 und Mitte 1991 genau 8000 Exemplare produziert wurden. In größeren Stückzahlen wurde der 1995 vorgestellte BMW Z3 produziert, und 1996 stieg Mercedes-Benz mit dem SLK (R 170) in den Roadstermarkt ein. 2004 erschien das Nachfolgemodell, der SLK (R 171). Heute wird der Begriff Roadster auch für sportliche, trotzdem aber komfortable, offene zweisitzige Fahrzeuge mit eigenständiger Karosserie genutzt. Dennoch wird nicht jedes Cabriolet automatisch zum Roadster – Letzterer muss auch heute noch einige Attribute vorweisen, um als solcher eingestuft werden zu können:
- eigenständige Bauform und Entwicklung, er darf also keine veränderte Version eines bestehenden Modells sein,
- reiner Zweisitzer, auch keine „Notsitze“,
- versenkbares oder entfernbares Verdeck, in offenem Zustand dürfen nur die A-Säule, die Sitze sowie ein eventuell vorhandener Überrollschutz die Schulterlinie überragen. Mitunter werden auch aktive Überschlagschutzsysteme eingesetzt.

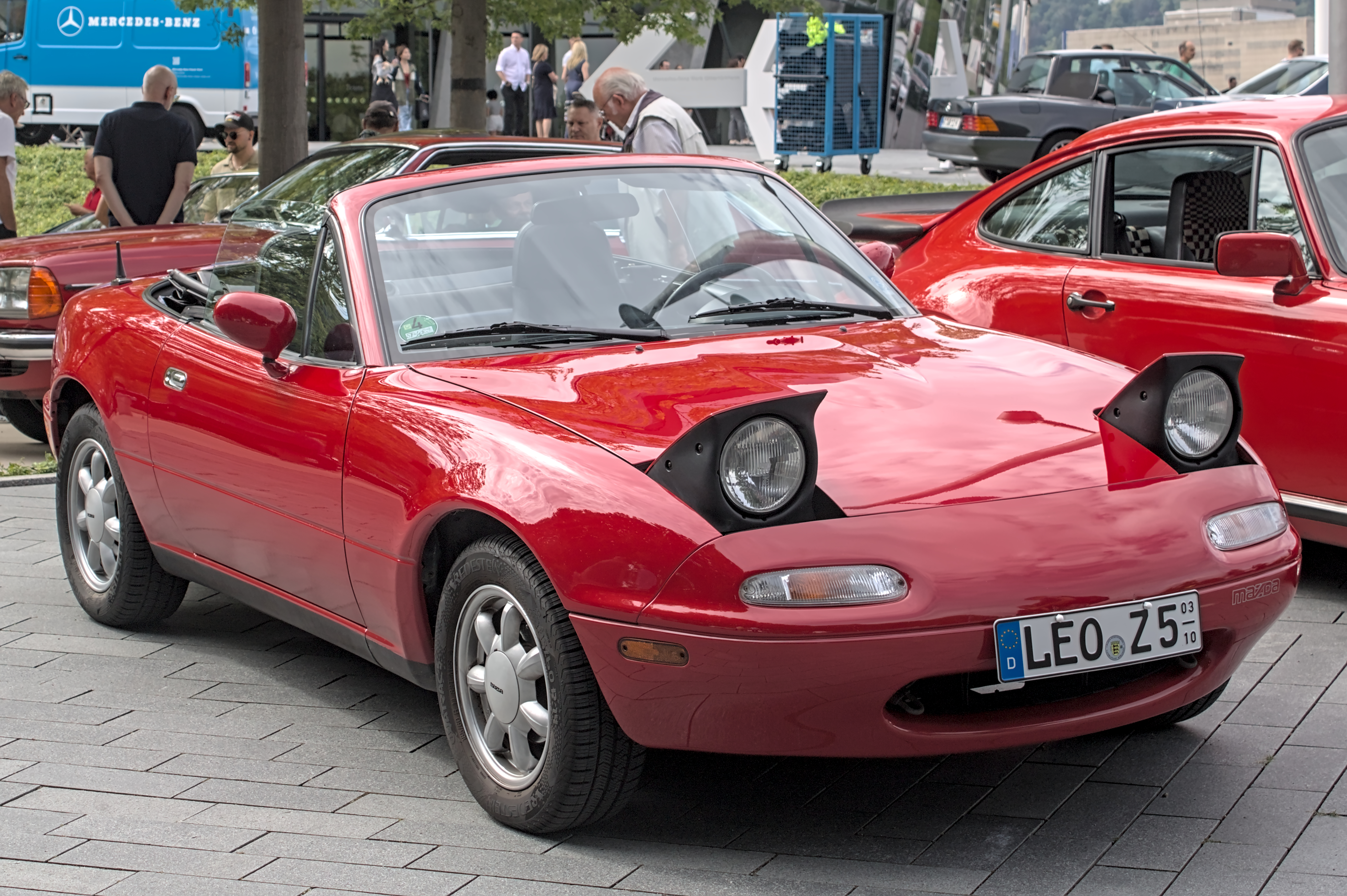
Mazda MX-5, erste Generation
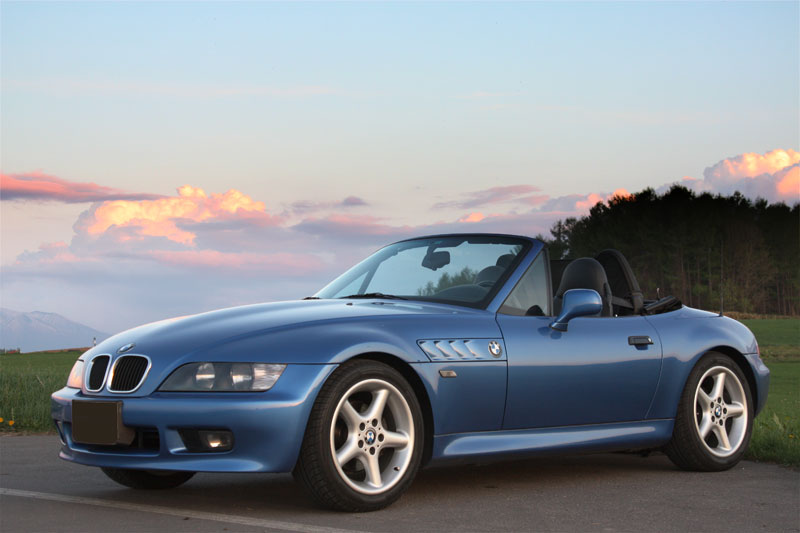
BMW Z3
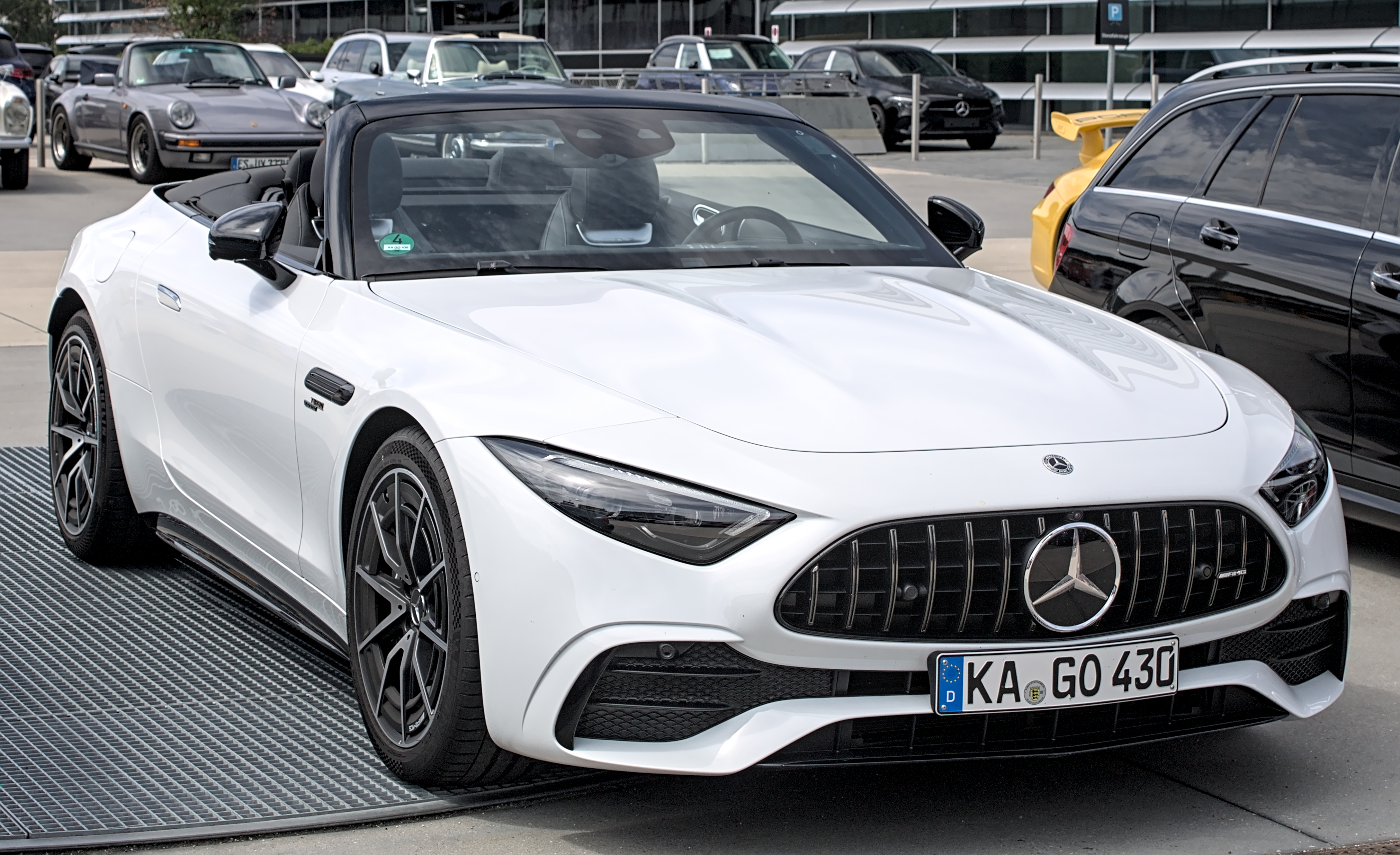
Mercedes-Benz SL, achte Generation
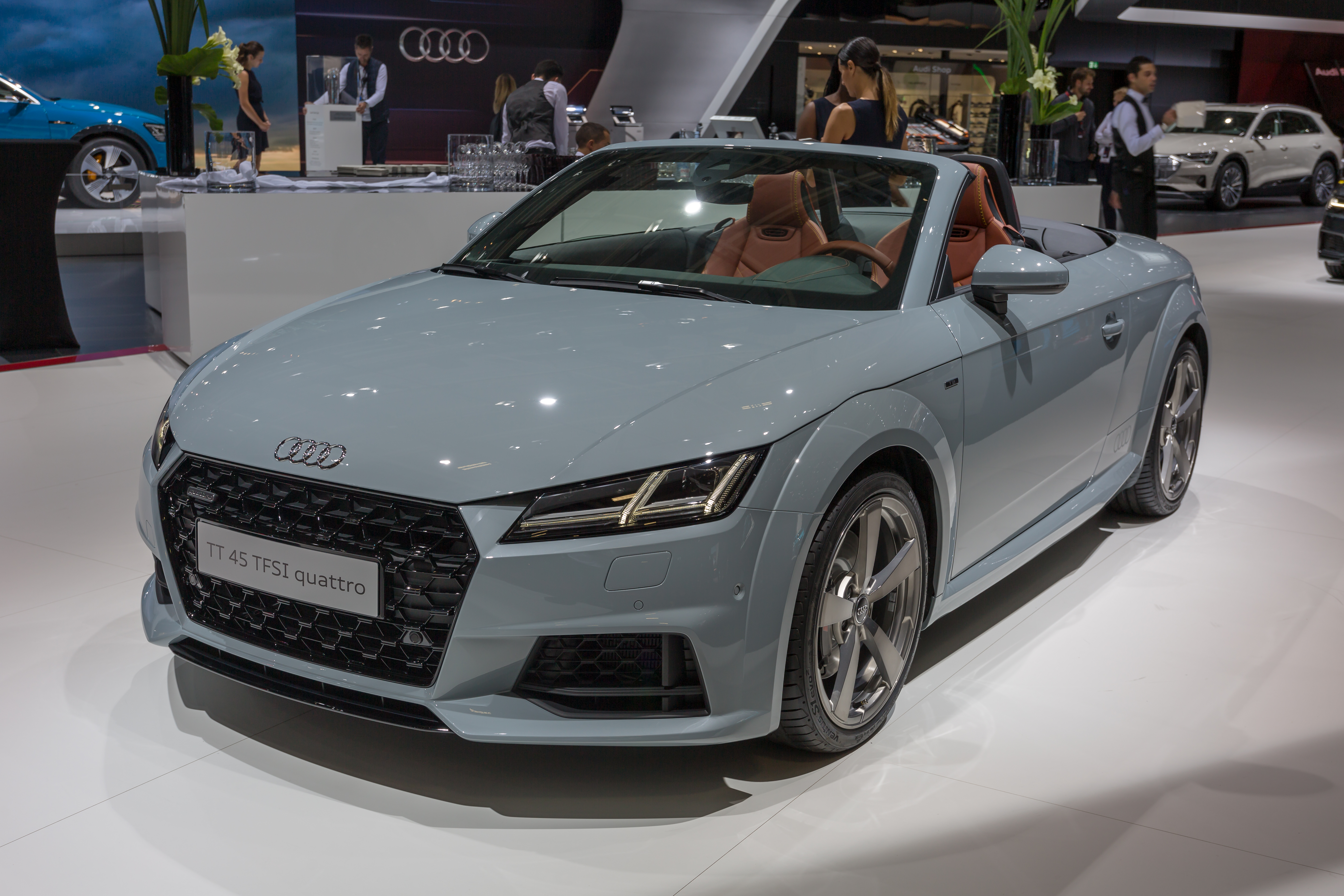
Audi TT, dritte Generation
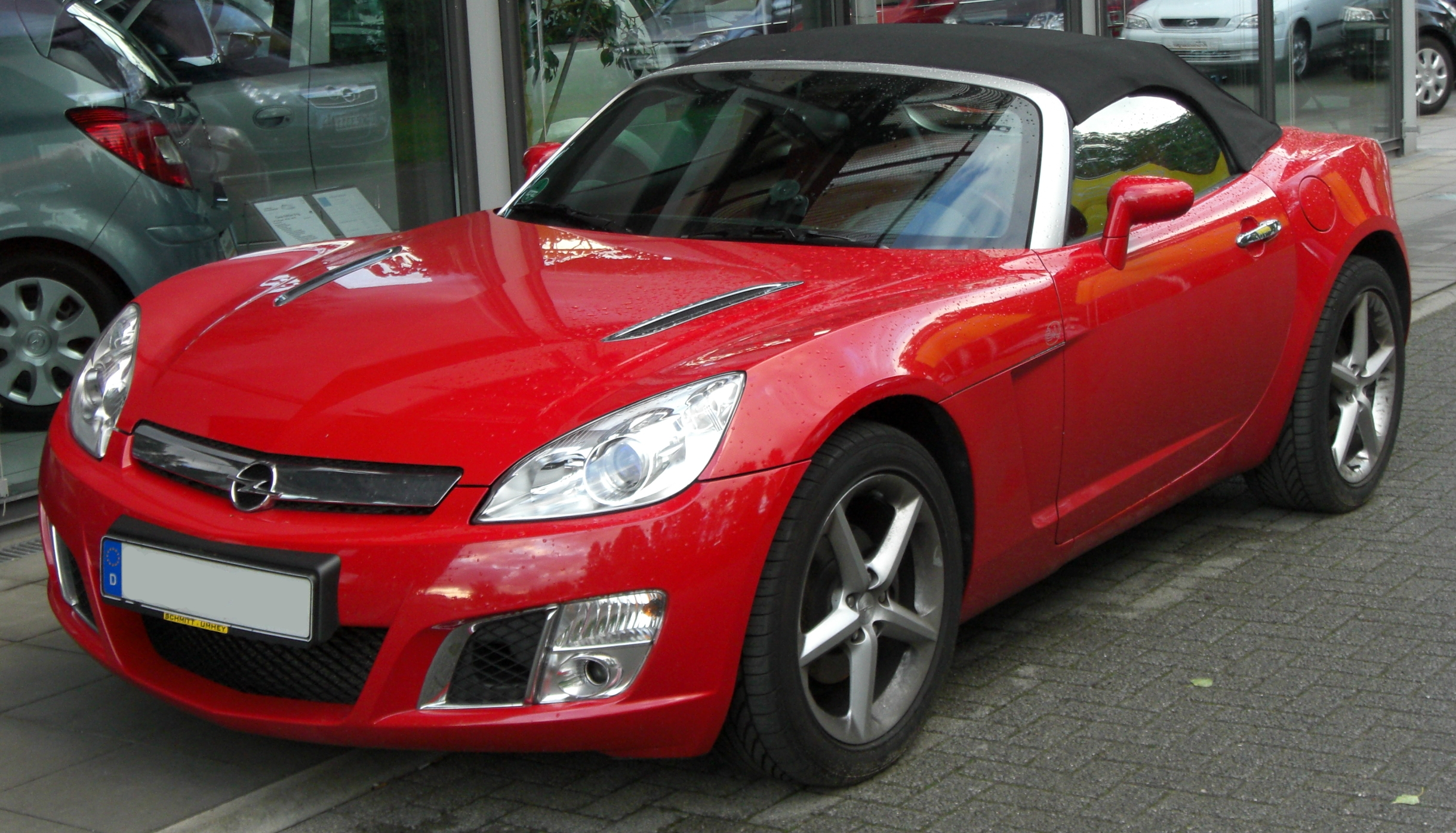
Opel GT Roadster
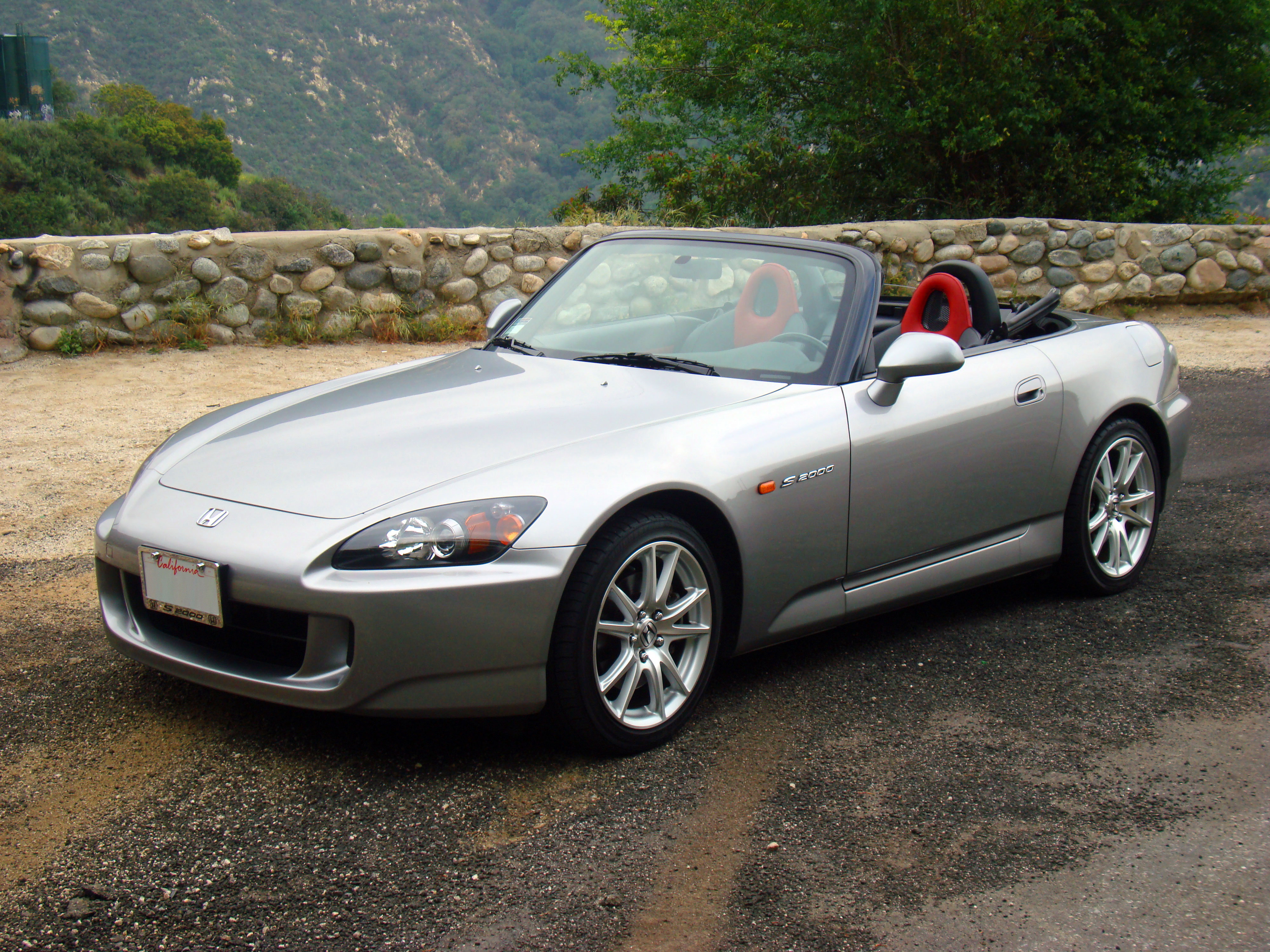
Honda S2000
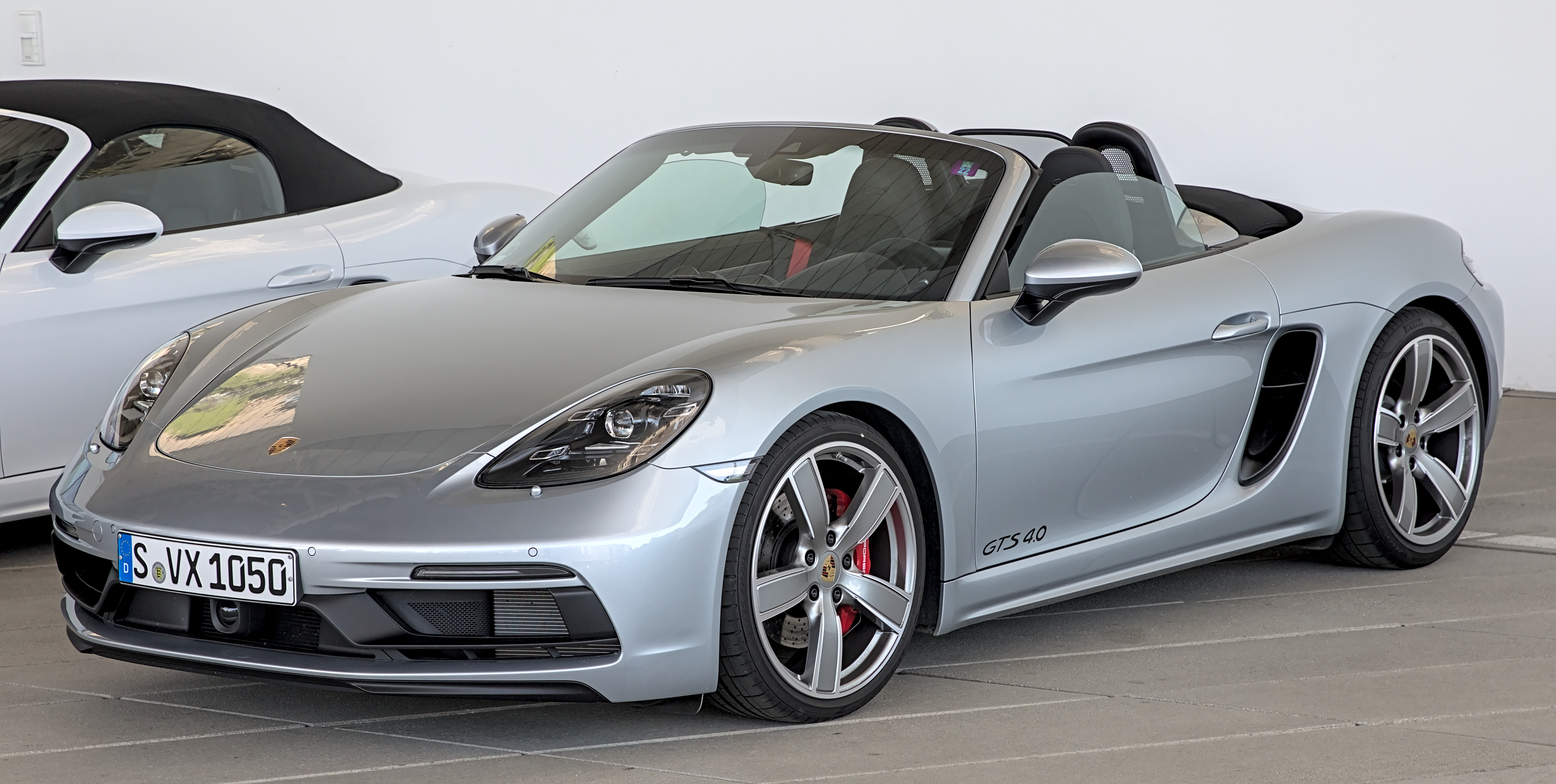
Porsche Boxster, vierte Generation
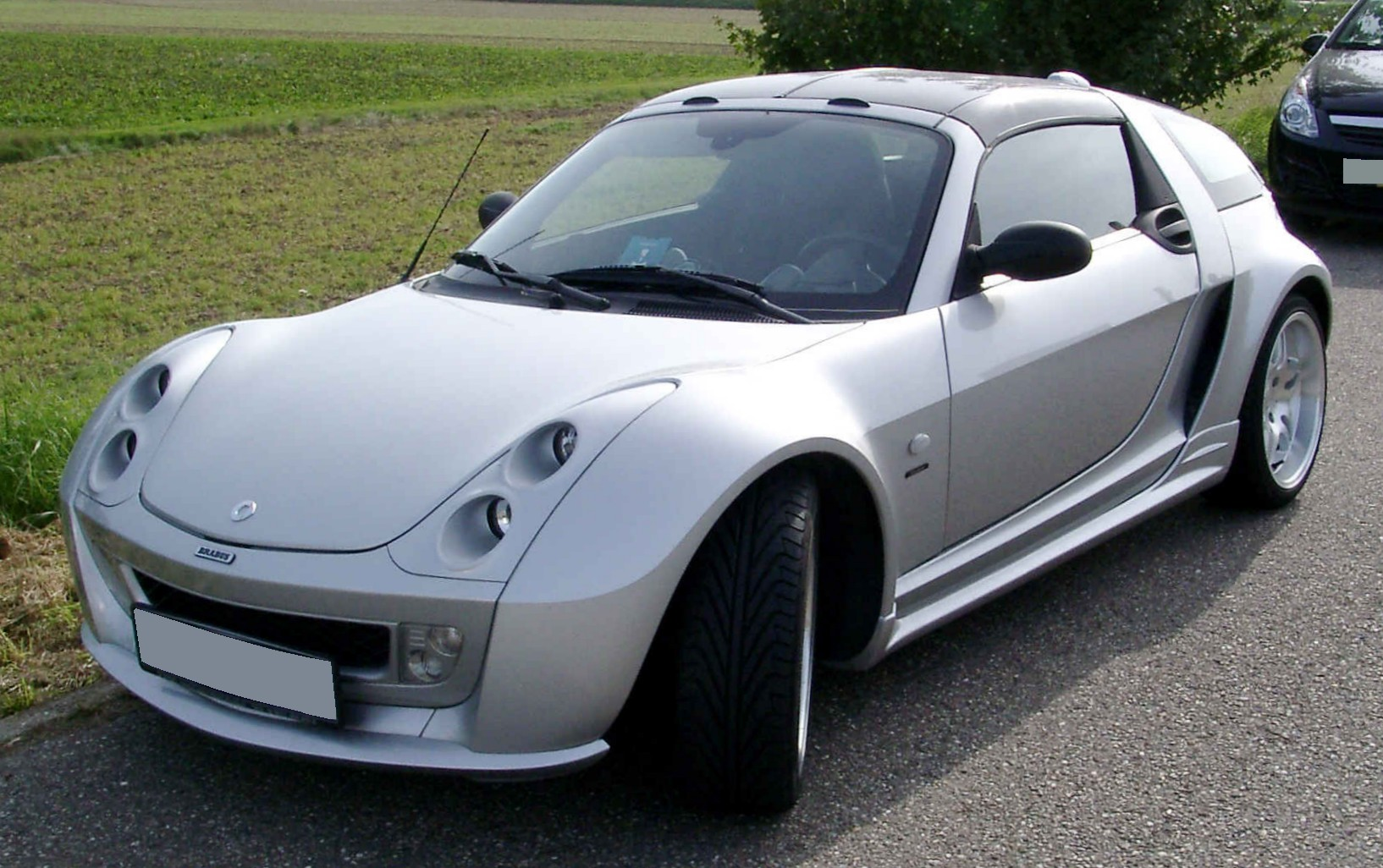
Smart Roadster Coupé Brabus
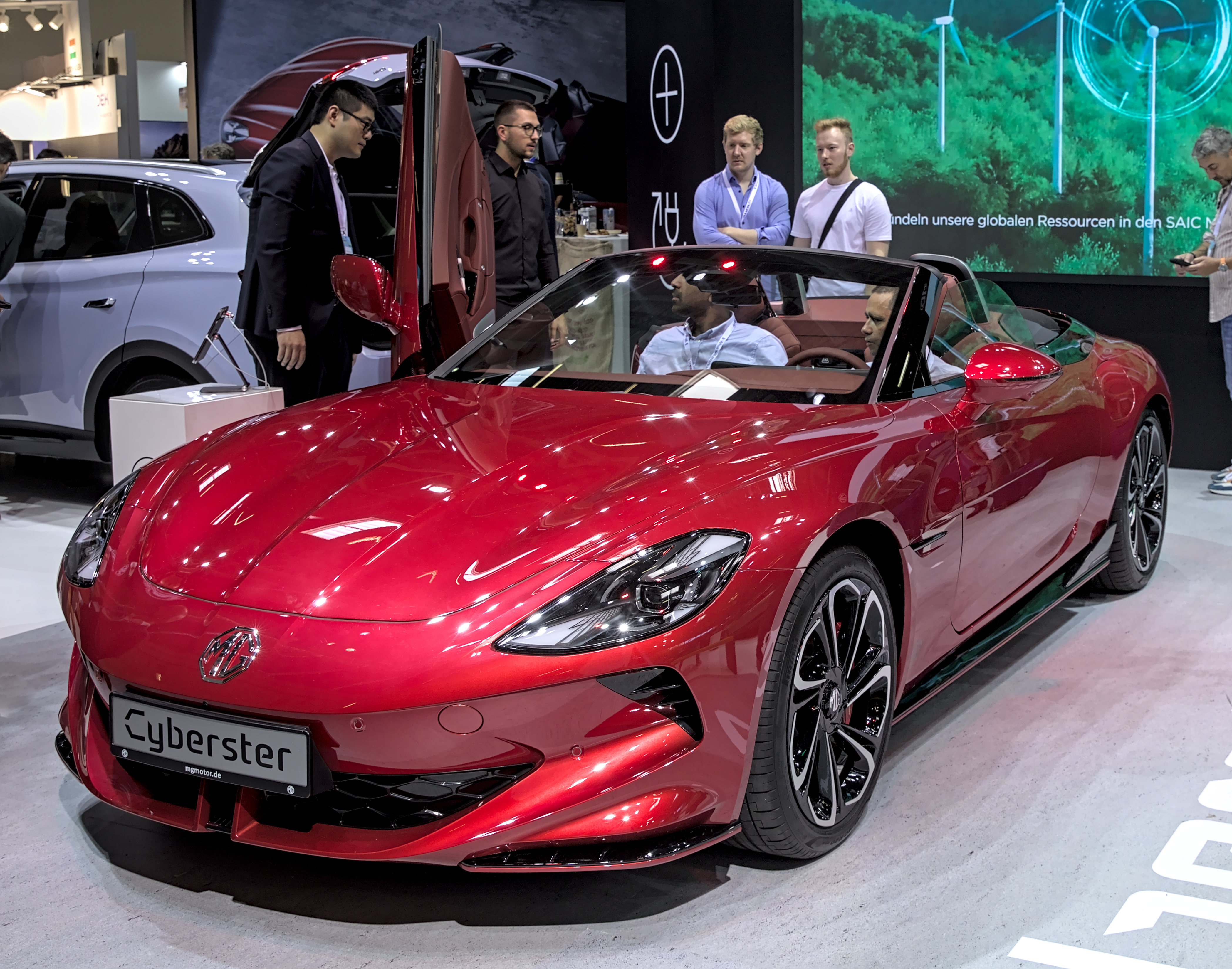
MG Cyberster

Beispiele für „moderne“ Roadster:
- Alfa Romeo Spider
- Audi TT
- BMW Z1
- BMW Z3
- BMW Z4
- Corvette
- Daihatsu Copen
- Dodge Viper
- Fiat Barchetta
- Fiat 124 Spider (2016)
- Ford StreetKa
- Honda S2000
- Lotus Elise
- Mazda MX-5
- Mercedes-Benz SLK
- Mercedes-Benz SL
- Mini Roadster
- Mitsubishi Eclipse
- MG Cyberster
- MG F
- Nissan 370Z Roadster
- Opel GT
- Porsche Boxster
- Renault Sport Spider
- Toyota MR2 W3

Der von Bombardier Recreational Products als Roadster bezeichnete Spyder ist kein Roadster im eigentlichen Sinn, da kein Verdeck zu montieren ist, sondern ein Threewheeler.

## Klassische Roadster, die noch produziert werden
Ein heutiger Hersteller traditioneller Roadster ist beispielsweise Caterham Cars in England, der seit 1974 den ursprünglich von Lotus entwickelten Lotus Seven produziert und weiterentwickelt. Anbieter von Nachbauten (Replicas) und Fahrzeugen, deren Konzept mehr oder weniger eng an das des Seven angelehnt ist, sind unter anderem Birkin, Westfield, Robin Hood, Tiger, Rush, Milan, Seven Plus, Irmscher, RCB (Sitz in Edling), HKT und Donkervoort.
Weiterhin bieten oder boten Morgan und Wiesmann (bis 2014) traditionelle Roadster an, die auf eigenständigen Entwürfen gründen. Auch der Lotus Elise verkörpert trotz Mittelmotor wie die übrigen Genannten den klassischen Roadstergedanken, nach dem ein Fahrzeug genügend Leistung, vor allem aber ein möglichst geringes Gewicht haben muss.

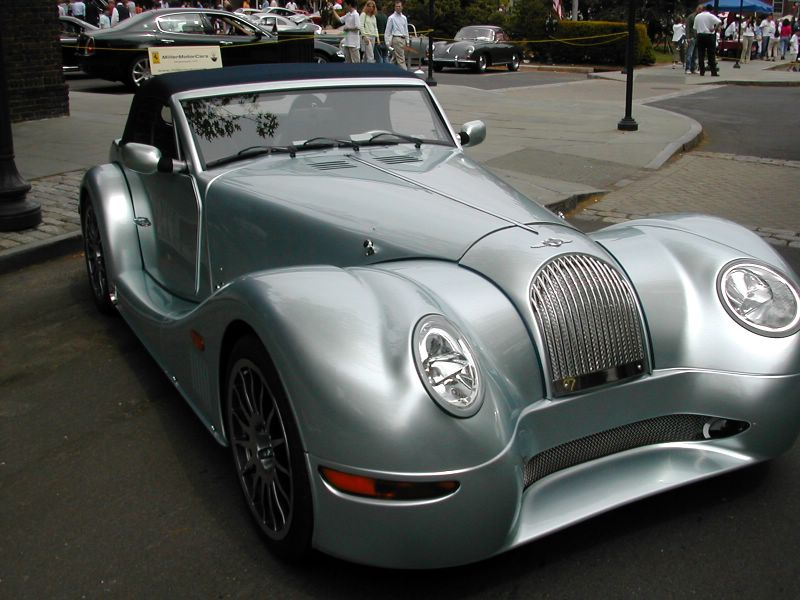
Morgan Aero 8
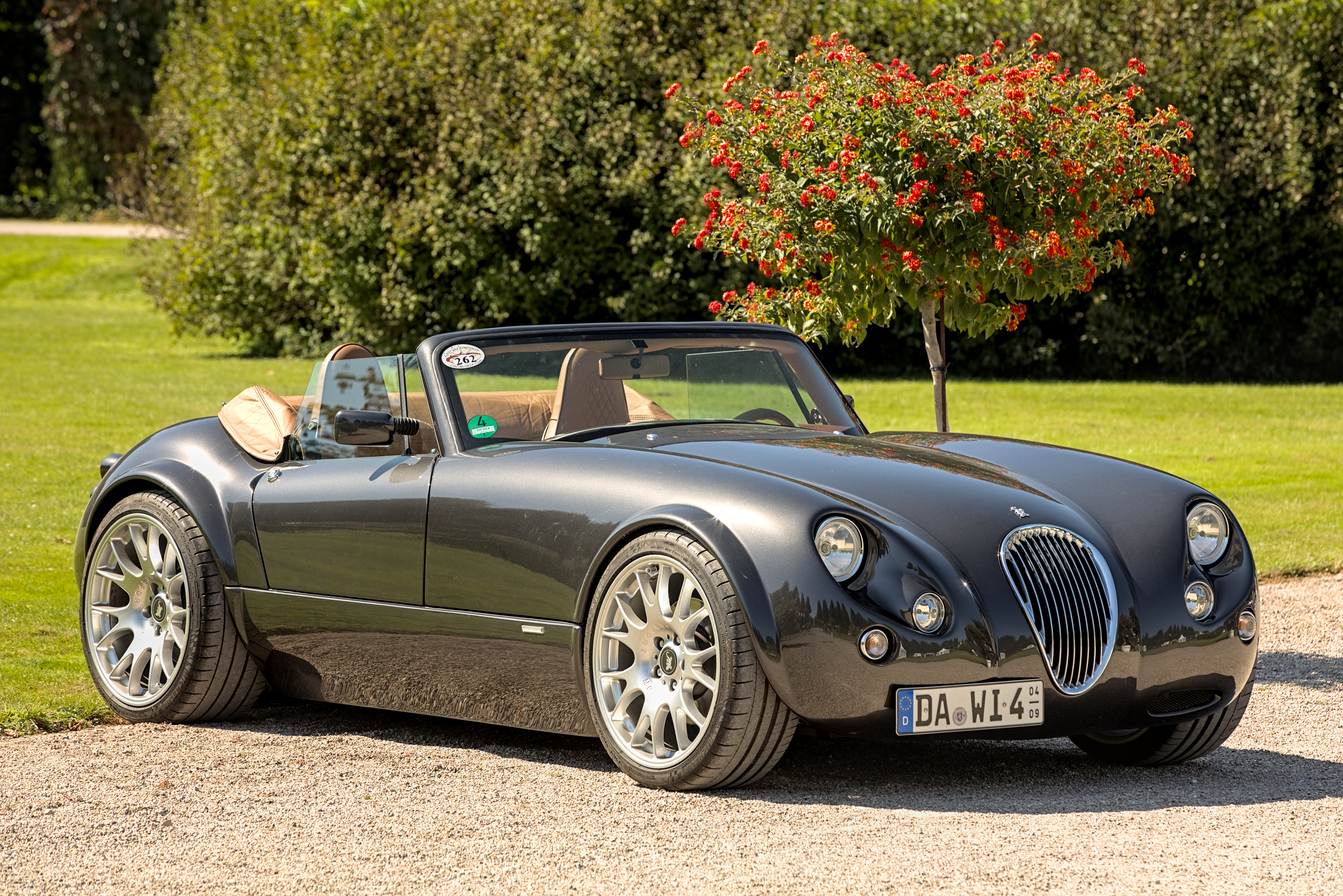
Wiesmann Roadster MF3, 1993–2011
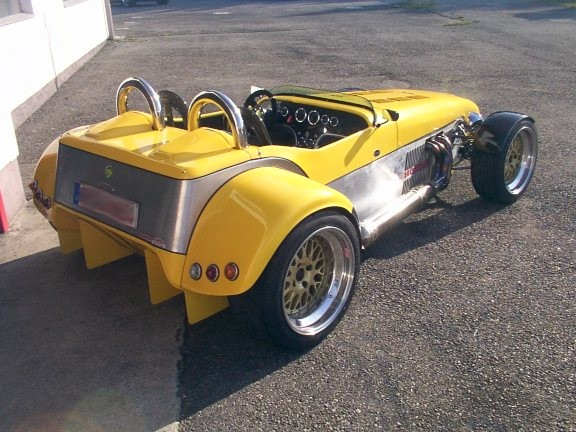
RCB Seven

Beispiele:
- Morgan Aero 8
- Wiesmann Roadster